# Pseudoligandra
Pseudoligandra là một chi thực vật có hoa trong họ Cúc (Asteraceae).

## Loài
Chi Pseudoligandra gồm các loài: